# Liga Colombiana de Baloncesto 2013-I
La Liga Colombiana de Baloncesto 2013-I (oficialmente y por motivos de patrocinio Liga Directv de Baloncesto) fue el torneo del primer semestre de la temporada 2013 del Baloncesto Profesional Colombiano, máxima categoría del baloncesto en Colombia.
Esta fue la primera edición organizada por la División Profesional de Baloncesto (DPB), entidad dependiente de la Federación Colombiana de Baloncesto.
Bambuqueros de Neiva campeón del torneo obtuvo cupo para jugar en la Liga de las Américas 2014.

## Sistema de juego
El torneo fue disputado por ocho equipos en dos fases de todos contra todos (la primera con todos los equipos, la segunda con 6), seguido por las fases semifinal y final.
Las dos primeras fases de jugarán a doble vuelta, es decir cada equipo será visitante y local dos veces seguidas contra un mismo rival, mientras que la fase semifinal enfrentará al primero contra el cuarto y el tercero contra el segundo, los ganadores de 3 de 5 partidos accederán a la final, que definirá al campeón con el primer quinteto que logre cuatro triunfos de siete.
Además el campeón contará con un cupo en la Liga de las Américas 2014, evento organizado por la FIBA Américas. La temporada comenzó el 21 de febrero y finalizó el 12 de junio de 2013 otorgando su primer título al club Bambuqueros de Neiva.

## Datos de clubes
| Equipo                 | Ciudad      | Departamento       | Pabellón                        | Aforo |
| ---------------------- | ----------- | ------------------ | ------------------------------- | ----- |
| Academia de la Montaña | Medellín    | Antioquia          | Coliseo Universidad de Medellín | 6.000 |
| Águilas                | Tunja       | Boyacá             | Coliseo Cubierto San Antonio    | 6.000 |
| Bambuqueros            | Neiva       | Huila              | Coliseo Álvaro Sánchez Silva    | 6.000 |
| Búcaros                | Bucaramanga | Santander          | Coliseo Vicente Díaz Romero     | 6.000 |
| Halcones               | Cúcuta      | Norte de Santander | Coliseo Toto Hernández          | 6.000 |
| Caribbean Heat         | Cartagena   | Bolívar            | Coliseo Bernardo Caraballo      | 5.000 |
| Piratas                | Bogotá      | Bogotá, D. C.      | Coliseo El Salitre              | 7.000 |
| Once Caldas            | Manizales   | Caldas             | Coliseo Jorge Arango Uribe      | 5.000 |

## Primera fase

### Posiciones
| Pos | Equipos                | Pts | PJ | G  | P  | FAV  | CON  | Dif  |
| --- | ---------------------- | --- | -- | -- | -- | ---- | ---- | ---- |
| 1.  | Bambuqueros de Neiva   | 44  | 26 | 18 | 8  | 2346 | 2171 | 175  |
| 2.  | Bucaros Freskaleche    | 43  | 25 | 18 | 7  | 2088 | 1921 | 167  |
| 3.  | Once Caldas            | 40  | 25 | 15 | 10 | 2200 | 2107 | 93   |
| 4.  | Academia de la Montaña | 38  | 25 | 13 | 12 | 2108 | 2091 | 17   |
| 5.  | Águila de Tunja        | 37  | 26 | 11 | 15 | 2162 | 2224 | -62  |
| 6.  | Piratas de Bogotá      | 36  | 23 | 13 | 10 | 1960 | 1900 | 60   |
| 7.  | Caribean Heat          | 24  | 20 | 4  | 16 | 1654 | 1867 | -213 |
| 8.  | Halcones de Cúcuta     | 14  | 14 | 0  | 14 | 1033 | 1270 | -237 |

### Resultados
| Piratas Bogotá | 97 : 86 | Bambuqueros    | El Salitre              | 21 de febrero | 20:00 |
| Águilas Tunja  | 92 : 82 | Caribean Heat  | San Antonio             | 22 de febrero | 20:00 |
| Academia       | 86 : 59 | Halcones Norte | Universidad de Medellín | 22 de febrero | 20:00 |
| Bucaros        | 95 : 77 | Once Caldas    | Vicente Díaz Romero     | 22 de febrero | 20:00 |

| Piratas Bogotá | 67 : 81 | Bambuqueros    | El Salitre              | 22 de febrero | 20:00 |
| Águilas Tunja  | 91 : 84 | Caribean Heat  | San Antonio             | 23 de febrero | 20:00 |
| Academia       | 90 : 84 | Halcones Norte | Universidad de Medellín | 23 de febrero | 20:00 |
| Bucaros        | 75 : 78 | Once Caldas    | Vicente Díaz Romero     | 23 de febrero | 20:00 |

| Piratas Bogotá | 87 : 74 | Halcones Norte | El Salitre              | 25 de febrero | 20:00 |
| Águilas Tunja  | 80 : 78 | Once Caldas    | San Antonio             | 25 de febrero | 20:00 |
| Academia       | 79 : 85 | Bambuqueros    | Universidad de Medellín | 25 de febrero | 20:00 |
| Bucaros        | 81 : 72 | Caribean Heat  | Vicente Díaz Romero     | 25 de febrero | 20:00 |

| Piratas Bogotá | 95 : 71 | Halcones Norte | El Salitre              | 26 de febrero | 20:00 |
| Águilas Tunja  | 88 : 92 | Once Caldas    | San Antonio             | 26 de febrero | 20:00 |
| Academia       | 78 : 61 | Bambuqueros    | Universidad de Medellín | 26 de febrero | 20:00 |
| Bucaros        | 94 : 85 | Caribean Heat  | Vicente Díaz Romero     | 26 de febrero | 20:00 |

| Bambuqueros    | 91 : 86 | Bucaros        | Álvaro Sánchez Silva | 1 de marzo | 20:00 |
| Caribean Heat  | 72 : 83 | Academia       | Bernardo Caraballo   | 1 de marzo | 20:00 |
| Once Caldas    | 70 : 81 | Piratas Bogotá | Jorge Arango         | 1 de marzo | 20:00 |
| Halcones Norte | 99 : 94 | Águilas Tunja  | Toto Hernández       | 1 de marzo | 20:00 |

| Bambuqueros     | 74 : 65 | Bucaros        | Álvaro Sánchez Silva | 2 de marzo | 20:00 |
| Caribean Heat   | 78 : 89 | Academia       | Bernardo Caraballo   | 2 de marzo | 20:00 |
| Once Caldas     | 91 : 86 | Piratas Bogotá | Jorge Arango         | 2 de marzo | 20:00 |
| Halcones Cúcuta | 71 : 72 | Águilas Tunja  | Toto Hernández       | 2 de marzo | 20:00 |

| Bambuqueros     | 111 : 94 | Águilas        | Álvaro Sánchez Silva | 4 de marzo | 20:00 |
| Caribean Heat   | 95 : 89  | Piratas Bogotá | Bernardo Caraballo   | 4 de marzo | 20:00 |
| Halcones Cúcuta | 78 : 73  | Once Caldas    | Toto Hernández       | 4 de marzo | 20:00 |
| Bucaros         | 79 : 71  | Academia       | Vicente Díaz Romero  | 4 de marzo | 20:00 |

| Bambuqueros   | 108 : 88 | Águilas Tunja  | Álvaro Sánchez Silva | 5 de marzo | 20:00 |
| Caribean Heat | 92 : 88  | Piratas Bogotá | Bernardo Caraballo   | 5 de marzo | 20:00 |
| Halcones      | 54 : 68  | Once Caldas    | Toto Hernández       | 5 de marzo | 20:00 |
| Bucaros       | 81 : 72  | Academia       | Vicente Díaz Romero  | 5 de marzo | 20:00 |

| Caribbean Heat | 93 : 86  | Halcones Cúcuta | Bernardo Caraballo | 8 de marzo | 20:00 |
| Piratas Bogotá | 75 : 86  | Bucaros         | El Salitre         | 8 de marzo | 20:00 |
| Once Caldas    | 73 : 75  | Bambuqueros     | Jorge Arango       | 8 de marzo | 20:00 |
| Academia       | 112 : 93 | Águilas Tunja   | Uni. de Medellín   | 8 de marzo | 20:00 |

| Caribbean Heat | 96 : 92 | Halcones Cúcuta | Bernardo Caraballo | 9 de marzo | 20:00 |
| Piratas Bogotá | 61 : 78 | Bucaros         | El Salitre         | 9 de marzo | 20:00 |
| Once Caldas    | 88 : 90 | Bambuqueros     | Jorge Arango       | 9 de marzo | 20:00 |
| Academia       | 85 : 79 | Águilas         | Uni. de Medellín   | 9 de marzo | 20:00 |

| Águilas Tunja   | 87 : 94  | Bucaros        | Departamental de Tunja | 11 de marzo | 20:00 |
| Piratas Bogotá  | 90 : 79  | Academia       | El Salitre             | 11 de marzo | 20:00 |
| Once Caldas     | 104 : 99 | Caribbean Heat | Jorge Arango           | 11 de marzo | 20:00 |
| Halcones Cúcuta | 68 : 84  | Bambuqueros    | Toto Hernández         | 11 de marzo | 20:00 |

| Águilas Tunja   | 75 : 74  | Bucaros        | Departamental de Tunja | 12 de marzo | 20:00 |
| Piratas Bogotá  | 86 : 84  | Academia       | El Salitre             | 12 de marzo | 20:00 |
| Once Caldas     | 117 : 93 | Caribbean Heat | Jorge Arango           | 12 de marzo | 20:00 |
| Halcones Cúcuta | 76 : 93  | Bambuqueros    | Toto Hernández         | 12 de marzo | 20:00 |

| Caribbean Heat | 88 : 100 | Bambuqueros     | Bernardo Carballo   | 15 de marzo | 20:00 |
| Piratas Bogotá | 89 : 70  | Águilas Tunja   | El Salitre          | 15 de marzo | 20:00 |
| Academia       | 87 : 97  | Once Caldas     | Uni. de Medellín    | 15 de marzo | 20:00 |
| Bucaros        | 85 : 61  | Halcones Cúcuta | Vicente Díaz Romero | 15 de marzo | 20:00 |

| Caribbean Heat | 86 : 84 | Bambuqueros     | Bernardo Carballo   | 16 de marzo | 20:00 |
| Piratas Bogotá | 80 : 95 | Águilas Tunja   | El Salitre          | 16 de marzo | 20:00 |
| Academia       | 90 : 89 | Once Caldas     | Uni. de Medellín    | 16 de marzo | 20:00 |
| Bucaros        | 81 : 69 | Halcones Cúcuta | Vicente Díaz Romero | 16 de marzo | 20:00 |

| Bambuqueros     | 116 : 71 | Caribbean Heat | Álvaro Sánchez Silva   | 18 de marzo | 20:00 |
| Águilas Tunja   | 80 : 92  | Piratas Bogotá | Departamental de Tunja | 18 de marzo | 20:00 |
| Once Caldas     | 79 : 87  | Academia       | Jorge Arango           | 18 de marzo | 20:00 |
| Halcones Cúcuta | 79 : 80  | Bucaros        | Toto Hernández         | 18 de marzo | 20:00 |

| Bambuqueros     | 99 : 74 | Caribbean Heat | Álvaro Sánchez Silva   | 19 de marzo | 20:00 |
| Águilas Tunja   | 80 : 82 | Piratas Bogotá | Departamental de Tunja | 19 de marzo | 20:00 |
| Once Caldas     | 80: 57  | Academia       | Jorge Arango           | 19 de marzo | 20:00 |
| Halcones Cúcuta | 70 : 65 | Bucaros        | Toto Hernández         | 19 de marzo | 20:00 |

| Bambuqueros    | 102 : 82 | Halcones Cúcuta | Álvaro Sánchez Silva | 22 de marzo | 20:00 |
| Caribbean Heat | 83 : 67  | Once Caldas     | Bernardo Carballo    | 22 de marzo | 20:00 |
| Academia       | 80: 78   | Piratas Bogotá  | Uni. de Medellín     | 22 de marzo | 20:00 |
| Bucaros        | 76 : 67  | Águilas Tunja   | Vicente Díaz Romero  | 22 de marzo | 20:00 |

| Bambuqueros    | 100 : 84 | Halcones Cúcuta | Álvaro Sánchez Silva | 23 de marzo | 15:30 |
| Caribbean Heat | 91 : 92  | Once Caldas     | Bernardo Carballo    | 23 de marzo | 17:30 |
| Academia       | 93 : 99  | Piratas Bogotá  | Uni. de Medellín     | 23 de marzo | 20:00 |
| Bucaros        | 86 : 74  | Águilas Tunja   | Vicente Díaz Romero  | 23 de marzo | 20:00 |

| Bambuqueros     | 91 : 94 | Once Caldas    | Álvaro Sánchez Silva   | 25 de marzo | 20:00 |
| Águilas Tunja   | 92 : 89 | Academia       | Departamental de Tunja | 25 de marzo | 20:00 |
| Halcones Cúcuta | 77 : 72 | Caribbean Heat | Toto Hernández         | 25 de marzo | 20:00 |
| Bucaros         | 94 : 89 | Piratas Bogotá | Vicente Díaz Romero    | 25 de marzo | 20:00 |

| Halcones Cúcuta | 78 : 84 | Caribbean Heat | Toto Hernández         | 26 de marzo | 16:00 |
| Águilas Tunja   | 63 : 70 | Academia       | Departamental de Tunja | 26 de marzo | 16:30 |
| Bambuqueros     | 83 : 94 | Once Caldas    | Álvaro Sánchez Silva   | 26 de marzo | 17:20 |
| Bucaros         | 79 : 69 | Piratas Bogotá | Vicente Díaz Romero    | 26 de marzo | 20:00 |

| Águilas Tunja  | 86 : 92  | Bambuqueros     | Departamental de Tunja | 1 de abril | 20:00 |
| Once Caldas    | 110 : 74 | Halcones Cúcuta | Jorge Arango           | 1 de abril | 20:00 |
| Academia       | 92 : 87  | Bucaros         | Uni. de Medellín       | 1 de abril | 20:00 |
| Piratas Bogotá | 106 : 76 | Caribbean Heat  | El Salitre             | 2 de abril | 20:00 |

| Águilas Tunja  | 90 : 81 | Bambuqueros     | Departamental de Tunja | 2 de abril | 20:00 |
| Once Caldas    | 94 : 89 | Halcones Cúcuta | Jorge Arango           | 2 de abril | 20:00 |
| Academia       | 70 : 86 | Bucaros         | Uni. de Medellín       | 2 de abril | 20:00 |
| Piratas Bogotá | 94 : 75 | Caribbean Heat  | El Salitre             | 3 de abril | 20:00 |

| Águilas Tunja  | 93 : 73  | Halcones Cúcuta | Departamental de Tunja | 5 de abril | 20:00 |
| Piratas Bogotá | 96 : 89  | Once Caldas     | El Salitre             | 5 de abril | 20:00 |
| Academia       | 111 : 99 | Caribbean Heat  | Uni. de Medellín       | 5 de abril | 20:00 |
| Bucaros        | 80 : 95  | Bambuqueros     | Vicente Díaz Romero    | 5 de abril | 20:00 |

| Academia       | 80 : 87 | Caribbean Heat  | Departamental de Tunja | 6 de abril | 17:00 |
| Águilas Tunja  | 91 : 74 | Halcones Cúcuta | El Salitre             | 6 de abril | 20:00 |
| Piratas Bogotá | 74 : 90 | Once Caldas     | Uni. de Medellín       | 6 de abril | 20:00 |
| Bucaros        | 94 : 79 | Bambuqueros     | Vicente Díaz Romero    | 6 de abril |       |

| Bambuqueros     | 90 : 74  | Academia       | Álvaro Sánchez Silva | 8 de abril | 20:00 |
| Caribbean Heat  | 73 : 87  | Bucaros        | Bernardo Carballo    | 8 de abril | 20:00 |
| Once Caldas     | 81 : 76  | Águilas Tunja  | Jorge Arango         | 8 de abril | 20:00 |
| Halcones Cúcuta | 81 : 119 | Piratas Bogotá | Toto Hernández       | 8 de abril | 20:00 |

| Bambuqueros     | 89 : 103 | Academia       | Álvaro Sánchez Silva | 9 de abril  | 20:00 |
| Caribbean Heat  | 77 : 76  | Bucaros        | Bernardo Carballo    | 9 de abril  | 20:00 |
| Halcones Cúcuta | 91 : 100 | Piratas Bogotá | Toto Hernández       | 9 de abril  | 20:00 |
| Once Caldas     | 88 : 78  | Águilas Tunja  | Jorge Arango         | 10 de abril | 20:00 |

| Bambuqueros     | 99 : 88 | Piratas Bogotá | Álvaro Sánchez Silva | 11 de abril | 17:00 |
| Caribbean Heat  | 80 : 88 | Águilas Tunja  | Bernardo Carballo    | 12 de abril | 20:00 |
| Once Caldas     | 88 : 89 | Bucaros        | Jorge Aranga         | 12 de abril | 20:00 |
| Halcones Cúcuta | 81 : 61 | Academia       | Toto Hernández       | 12 de abril | 20:00 |

| Bambuqueros     | 99 : 95 | Piratas Bogotá | Álvaro Sánchez Silva | 12 de abril | 18:00 |
| Caribbean Heat  | 90 : 85 | Águilas Tunja  | Bernardo Carballo    | 13 de abril | 20:00 |
| Once Caldas     | 86 : 58 | Bucaros        | Jorge Aranga         | 13 de abril | 20:00 |
| Halcones Cúcuta | 96 : 69 | Academia       | Toto Hernández       | 13 de abril | 20:00 |

## Segunda fase
| Pos | Equipos                | Pts | PJ | G  | P  | FAV  | CON  | Dif  |
| --- | ---------------------- | --- | -- | -- | -- | ---- | ---- | ---- |
| 1.  | Bambuqueros de Neiva   | 34  | 20 | 14 | 6  | 1790 | 1629 | 161  |
| 2.  | Bucaros Freskaleche    | 32  | 20 | 12 | 8  | 1773 | 1703 | 70   |
| 3.  | Piratas de Bogotá      | 32  | 20 | 10 | 10 | 1814 | 1801 | 13   |
| 4.  | Once Caldas            | 30  | 20 | 13 | 12 | 1745 | 1710 | 17   |
| 5.  | Academia de la Montaña | 26  | 20 | 6  | 14 | 1752 | 1791 | -39  |
| 6.  | Águila de Tunja        | 26  | 20 | 6  | 14 | 1645 | 1885 | -240 |

## Semifinal
Se disputó del 30 de mayo al 1 de junio.
| Semifinal 1 Coliseo Álvaro Sánchez Silva | Semifinal 1 Coliseo Álvaro Sánchez Silva | Semifinal 1 Coliseo Álvaro Sánchez Silva | Semifinal 1 Coliseo Álvaro Sánchez Silva | Semifinal 1 Coliseo Álvaro Sánchez Silva |
| Día                                      | Equipo local                             | Resultado                                | Equipo visitante                         |                                          |
| ---------------------------------------- | ---------------------------------------- | ---------------------------------------- | ---------------------------------------- | ---------------------------------------- |
| jue                                      | Bambuqueros                              | 96 - 76                                  | Once Caldas                              |                                          |
| vie                                      | Bambuqueros                              | 92 - 79                                  | Once Caldas                              |                                          |
| sab                                      | Bambuqueros                              | 85 - 72                                  | Once Caldas                              |                                          |

| Semifinal 2 Coliseo Vicente Díaz Romero | Semifinal 2 Coliseo Vicente Díaz Romero | Semifinal 2 Coliseo Vicente Díaz Romero | Semifinal 2 Coliseo Vicente Díaz Romero | Semifinal 2 Coliseo Vicente Díaz Romero |
| Día                                     | Equipo local                            | Resultado                               | Equipo visitante                        |                                         |
| --------------------------------------- | --------------------------------------- | --------------------------------------- | --------------------------------------- | --------------------------------------- |
| jue                                     | Bucaros                                 | 105 - 101                               | Piratas Bogotá                          |                                         |
| vie                                     | Bucaros                                 | 88 - 89                                 | Piratas Bogotá                          |                                         |
| sab                                     | Bucaros                                 | 99 - 79                                 | Piratas Bogotá                          |                                         |